# Stereocaulon capitellatum
Espèce
Stereocaulon capitellatum est une espèce de champignons lichénisés (lichens).

## Publication originale
- Magnusson, A.H., Studies on boreal Stereocaula, vol. 30, 1926, p. 1-89